# Distrikt Leribe
Der Distrikt Leribe ist einer der zehn Distrikte des Königreichs Lesotho im südlichen Afrika.

## Geographie
Der im Norden des Landes liegende Distrikt hat eine Fläche von 2828 km² und eine Bevölkerung von 337.521. Seine Hauptstadt ist Hlotse. Hlotse wird oft Leribe genannt, beispielsweise auf Wegweisern oder bei der offiziellen Postanschrift. Dabei ist Leribe eigentlich der Name eines Hochplateaus, eines Dorfes und einer Missionsstation etwa acht Kilometer östlich von Hlotse. 
Der Distrikt Leribe liegt südwestlich des Butha-Buthe-Distrikts, westlich der Distrikte Mokhotlong und Thaba-Tseka und nördlich des Berea-Distrikts. Im Nordwesten grenzt er an die südafrikanische Provinz Freistaat. Grenzfluss ist der Caledon, auf Sesotho Mohokare.

### Ortschaften
- Hlotse, Verwaltungssitz des Distrikts
- Maputsoe, auch Maputsoa, liegt gegenüber der Stadt Ficksburg in Südafrika, industrieller Schwerpunkt in Lesotho
- Peka nahe der Grenze zwischen Lesotho und Südafrika
- Pitseng (deutsch: Im Topf), liegt in einem Tal vor hohen Gipfeln der Maloti-Berge
- Tsikoane, bekannt durch seine Missionsstation und versteinerte Dinosaurierfußabdrücke
- Seshote, in den Maloti-Bergen im Osten des Distrikts

#### Community Councils
Die Community Councils (etwa: Gemeinden) sind Fenyane, Hleoheng, Khomokhoana, Limamarela, Linare, Litjotjela, Maisa-Phoka, Malaoaneng, Manka, Matlameng, Menkhoaneng, Motati, Mphorosane, Pitseng, Sephokong, Serupane, Seshote und Tsoilitsoili.

## Internationale Partnerschaften
Seit 2013 pflegt der Distrikt Leribe im Rahmen einer Initiative von Engagement Global eine Klimapartnerschaft mit der deutschen Stadt Geestland. Bereits seit vielen Jahren besteht eine Verbindung über eine im Geestländer Ortsteil Langen existierende Lesotho-Gruppe und durch die Partnerschaft zweier Grundschulen in den beiden Kommunen. Nach mehreren gegenseitigen Besuchen der Klimapartnerschafts-Delegationen sind beidseitige Klimaschutzmaßnahmen geplant. So soll durch Aufforstung und den Bau von Anlagen zur Entschleunigung des abfließenden Wassers die durch die heftigen Niederschläge in der Regenzeit geförderte Bodenerosion im Distrikt Leribe verringert werden. Zudem werden noch 2015 gleichzeitig Streuobstwiesen an den Partnerschulen angelegt. Des Weiteren wird an einem Projekt für ein verbessertes Abfallmanagement gearbeitet.